# Ross Lavery
Ross Lavery (ur. 29 lipca 1996) – północnoirlandzki piłkarz, pomocnik, grający w Cliftonville F.C. Młodzieżowy reprezentant Irlandii Północnej.